# Haematopota unizonata
Haematopota unizonata är en tvåvingeart som beskrevs av Ricardo 1906. Haematopota unizonata ingår i släktet Haematopota och familjen bromsar. Inga underarter finns listade i Catalogue of Life.